# Штурм Журжи (1771)
Штурм Журжи — одно из сражений русско-турецкой войны 1768—1774 годов, произошедшее 7 (18) августа 1771 года в Валахии.

## История
В начале лета 1771 года, исходя из расположения турецких войск вдоль Дуная, П. А. Румянцев, главнокомандующий российскими войсками на Дунайском театре, решил, что турки не станут предпринимать активных наступательных действий, и поэтому приказал князю Н. В. Репнину отбить Журжу у противника. Репнин, командовавший отрядом из 4377 человек пехоты и около 700 кавалерии и знавший о превосходящей численности войск противника (15 000 и более) отказался. Так как Румянцев настаивал, Репнин сказался больным, и на его место в конце июня был назначен генерал-поручик Р-В. И. Эссен.
Румянцев усилил отряд Эссена до 6000 и снова приказал захватить Журжу. Наступление было отложено из-за разлившихся из-за дождей рек Сабор и Арджеш. Только 2 (13) августа Эссен навёл мост на Арджеше и двинулся к Журже.
Турки, знавшие о плане Румянцева, постарались усилить оборону крепости, которой командовал Гундар Мехмед-паша. Был углублен ров ретраншемента, окружавшего крепость, и по нему была пущена вода.
7 (18) августа русские войска подошли к Журже и в три часа ночи начали штурм крепости одновременно тремя колоннами. Колоны следовали полудивизионным фронтом (по 15 рядов во фронт), большими массами. По сторонам каждой колонны шли люди с лестницами, фашинами, досками, а сзади был резерв из 400 человек с шанцевым инструментом.
Стремясь застать противника врасплох, Эссен отказался от предварительного артиллерийского обстрела укреплений противника анфиладным огнём, и колоннам было приказано подступить к ретраншементу в тишине и прямо броситься в атаку «не теряя ни одного выстрела».
Османы не были застигнуты врасплох и открыли сильный артиллерийский огонь, который вырывал целые ряды из глубоких колонн. Когда атакующие смогли подойти к валу ретраншемента, оказалось, что было мало лестниц, и только десять человек в каждой колонне могли разом всходить на бруствер. Турки легко сбивали русских солдат пиками и крючьями.
Потеряв треть своего отряда, особенно в офицерском составе (17 убитых и умерших от ран, 58 тяжело и 23 легко раненых), Эссен отступил к устью Дымбовицы и снова стал у Груи. Османская армия получила после этой победы оперативное превосходство в регионе, и турки решили перейти в наступление на Бухарест.